# Три мушкетёра: Д’Артаньян
«Три мушкетёра: Д’Артаньян» (фр. Les Trois Mousquetaires: D'Artagnan) — историко-приключенческий художественный фильм 2023 года совместного производства Франции, Германии, Испании и Бельгии, первая часть кинодилогии, снятой французским режиссёром Мартеном Бурбулоном по мотивам романа Александра Дюма «Три мушкетёра». Главные роли в картине сыграли Франсуа Сивиль, Ева Грин и Венсан Кассель. Её продолжением стал фильм «Три мушкетёра: Миледи», вышедший в том же году.

## Сюжет
Действие фильма начинается во Франции в 1627 году. Король Людовик XIII полностью полагается на мудрые советы своего первого министра кардинала Ришельё, ведущего свою игру. Страна расколота на два религиозных лагеря (католический и гугенотский), Англия готова вмешаться во внутреннюю борьбу на стороне протестантов, в Париже мушкетёры короля враждуют с гвардией кардинала.
В это время юный гасконец Шарль д’Артаньян скачет в Париж, рассчитывая стать мушкетёром. По дороге он пытается защитить прекрасную даму от напавших на неё бандитов, но та стреляет в него в упор. Д’Артаньяна принимают за мёртвого и хоронят, позже он приходит в себя и вылезает из могилы. В Париже д’Артаньян встречается с капитаном мушкетёров де Тревилем и получает от него рекомендацию в гвардейский полк Дезэссара. В тот же день он ссорится с мушкетёрами Атосом, Портосом и Арамисом. Все они вызывают гасконца на дуэль, но в решающий момент появляются гвардейцы кардинала, которые пытаются арестовать мушкетёров. Д’Артаньян помогает Атосу, Портосу и Арамису отразить нападение, после чего все четверо становятся друзьями.
Атоса обвиняют в убийстве, которое он не совершал. Расследуя это преступление, д’Артаньян понимает, что убитая — та самая женщина, которая в него стреляла. Он выходит на Миледи, женщину с таинственным прошлым и шпионку кардинала, но доказать невиновность Атоса всё же не удаётся. Атоса приговаривают к смерти, по дороге на эшафот он совершает побег благодаря помощи гугенотов.
Д’Артаньян влюбляется в Констанцию Бонасье — камеристку королевы Анны Австрийской. Последняя на тайном свидании дарит влюблённому в неё англичанину герцогу Бекингему алмазные подвески. Кардинал, узнав об этом от шпионов, решает скомпрометировать королеву: король по его совету устраивает бал и просит Анну появиться на нём в подвесках. Констанция призывает на помощь д’Артаньяна. Тот совершает поездку в Лондон и привозит подвески вовремя, несмотря на противодействие Миледи. Во время венчания Гастона Орлеанского гугеноты пытаются убить Людовика XIII. Атос спасает короля и получает от него прощение. В финале Констанцию, случайно узнавшую о заговоре против короны, похищают.
Литературной основой сценария фильма стала часть романа Александра Дюма-отца «Три мушкетёра». Рецензенты отмечают динамизм сюжета, больше напоминающий «Пиратов Карибского моря», чем предыдущие экранизации той же книги, а также рационализацию отдельных сюжетных линий, внимание сценаристов к историческому фону, выдвижение на первый план Атоса.

## В ролях
- Франсуа Сивиль — Д’Артаньян
- Венсан Кассель — Атос
- Ромен Дюрис — Арамис
- Пио Мармай — Портос
- Ева Грин — Миледи Винтер
- Луи Гаррель — Людовик XIII
- Вики Крипс — Анна Австрийская
- Эрик Руф[фр.] — кардинал Ришелье
- Лина Кудри — Констанция Бонасье
- Джейкоб Форчун-Ллойд[фр.] — герцог Бекингем
- Марк Барбе[фр.] — де Тревиль
- Патрик Милле — Граф де Шале
- Жюльен Фрисон — Гастон де Франс
- Габриэль Альмаэр — Бенджамин де ла Фер
- Тибо Винсон[фр.] — Гораций Сен-Бланкар
- Иван Франек — Арденза
- Венсан Шмитт — Аббат Ружон
- Ален Грелье — Жюссак
- Лоран Кларе — де Монфор
- Доминик Дагье — судья Тревиль

## Создание и оценки
О начале работы над фильмом стало известно в феврале 2021 года. Производством занялась французская компания Pathe. Бюджет составил 60 миллионов евро, режиссёром стал Мартен Бурбулон, сценарий написали Матье Делапорт и Александр де Ла Пательер. Права на показ картины купили французские каналы M6, OCS и Canal Plus, кинокомпании Constantin Film в Германии и DeAPlaneta в Испании. Съёмки начались летом 2021 года. Фильм снимали параллельно с продолжением — картиной «Три мушкетёра: Миледи». 5 декабря 2022 года появился первый трейлер, в прокат картина вышла 5 апреля 2023 года.
В целом фильм получил положительные отзывы критиков. Его рейтинг на сайте Rotten Tomatoes составил 98 % при средней оценке 7,50 из 10. На сайте Metacritic картина получила 79 баллов из 100, что указывает на «в целом положительные отзывы», на французском киносайте AlloCiné — 3,7 из 5. Обозреватель The Guardian назвал «Трёх мушкетёров» одним из лучших фильмов 2023 года. Фабрис Леклерк из Paris Match оценил картину на четыре звезды из пяти, Маруся Дюбрей из Le Monde на три звезды. Она написала, что фильм «участвует в великой феминистской дискуссии, предлагая смелые оценки двум своим героиням, миледи и мадемуазель Бонасье».
Питер Брэдшоу из The Guardian оценил фильм как «великолепно поставленное, очень приятное невинное развлечение»; Настасья Горбачевская («Фильм.ру») — как «хулиганский фанфик», «неуемную, хулиганскую и сумасшедше динамичную фантазию», которая, однако, выглядит достаточно старомодно.